# Mellow Candle
Mellow Candle war eine irische Folkrockband.
Im Jahr 1972 erschien auf dem Deram-Label – einem Unterlabel von Decca – ihr damals einziges Album mit dem Titel Swaddling Songs (Deram SDL 7). Das Cover der LP stammte von David W. Anstey. Die Musik geht von langsamen Folksongs hin zu rockigen Stücken.

## Geschichte
Die Band hat ihren Ursprung im Jahr 1963, als die Schülerinnen Clodagh Simonds und Alison O’Donnell in Dublin an ihrer Schule die Gruppe The Gatecrashers gründeten; etwas später änderten sie den Namen zu Mellow Candle. Mit Beharrlichkeit gelang es, dass im August 1968 eine erste Single erschien; sie enthielt die Titel Feeling High und Tea With the Sun. Der große Erfolg blieb allerdings aus. 1970 lernte Alison O’Donnell ihren späteren Ehemann, den südafrikanischen Gitarristen David Williams kennen, der damals in Irland studierte. Er schloss sich der Gruppe an. Etwas später stieß der Bassist Pat Morris hinzu. 1971 verbrachte die Band mit diversen Auftritten in Clubs und auf Festivals. Ein Talentsucher von Decca wurde auf sie aufmerksam und lud die Gruppe zu einem Vorspielen nach London ein. Das Vorspielen verlief erfolgreich und im April 1971 wurde ein Plattenvertrag unterschrieben. Noch bevor die Aufnahmen für das erste und – wie sich herausstellen sollte – damals einzige Album begannen, kam es zu zwei Veränderungen in der Besetzung der Gruppe. Pat Morris wurde durch Frank Boylan ersetzt und der aus Glasgow stammende William Murray kam als Schlagzeuger neu in die Band.
Die Arbeiten am Album begannen im Dezember 1971 in den Aufnahmestudios von Decca in London. Im April 1972 erschien zunächst die Singleauskopplung Silver Song / Dan the Wing, dann das Album Swaddling Songs. Trotz guter Kritiken waren weder Single noch Album kommerziell erfolgreich. Es folgten noch einige Auftritte, aber bereits 1973 trennte sich die Gruppe endgültig.
Die LP und die beiden Singles zählen heute zu den gesuchtesten Raritäten aus dem Bereich Folkrock. Mittlerweile gibt es aber mehrere Nachpressungen auf CD oder LP.
Später erschien noch eine CD mit bis dahin unveröffentlichten Archivaufnahmen, nämlich The Virgin Prophet (auch als LP).

### Flibbertigibbet
Alison und David Williams wanderten später nach Südafrika aus. Mit Jo Dudding und Barrie Glenn veröffentlichten sie dort unter dem Namen Flibbertigibbet 1978 die Folk-Rock-LP Whistling Jigs to the Moon (auf Stanyan 7002).

## Besetzung
- Clodagh Simonds: Gesang und Piano
- David Williams: Gitarre und Gesang
- Alison Williams: Gesang
- Frank Boylan: Bass
- William A. Murray: Schlagzeug

## Diskografie
Alben
- Swaddling Songs (Deram SDL 7, 1972)
- The Virgin Prophet (Kissing Spell, 1994)

Singles
- Feeling High / Tea With the Sun (1968)
- Dan the Wing / Silversong (1972)

## Weblink
- Mellow Candle bei Discogs